# Las Bielański (obszar MSI)

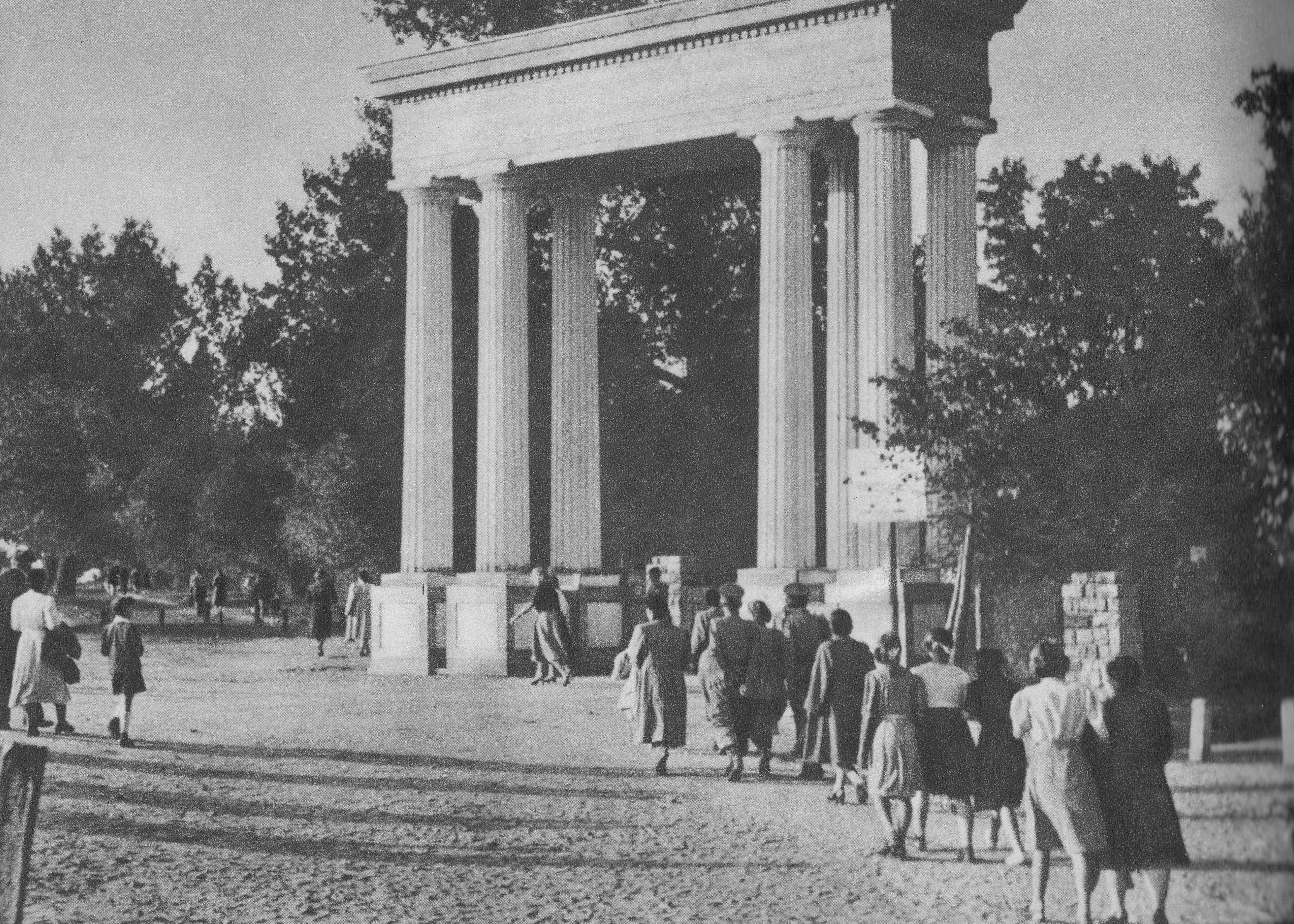
Brama wjazdowa do Parku Ludowego w Lesie Bielańskim, otwartego w 1950

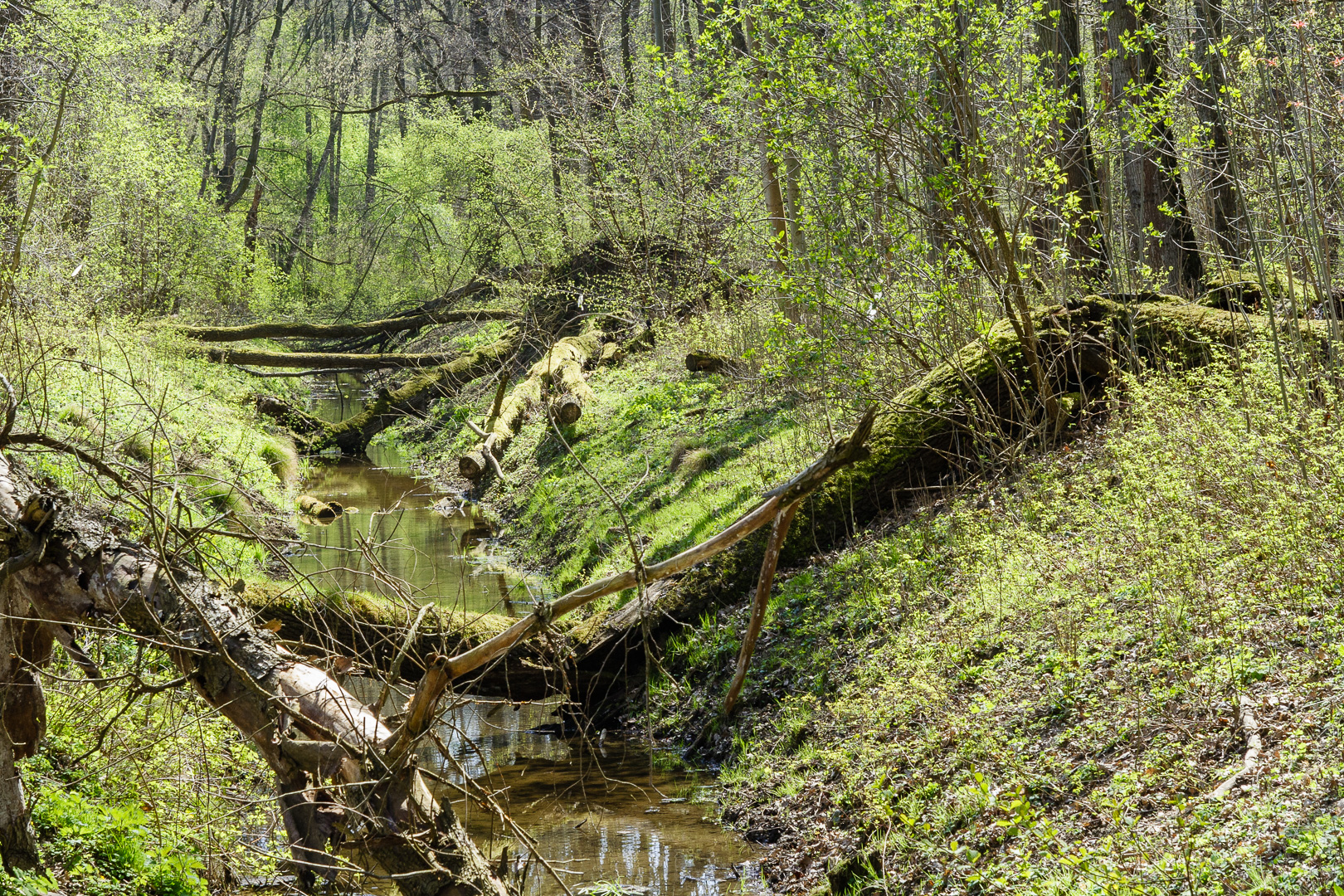
Rzeka Rudawka w rezerwacie przyrody Las Bielański

Las Bielański – obszar MSI w dzielnicy Bielany w Warszawie.

## Położenie
Według MSI granice obszaru Las Bielański biegną od nurtu Wisły na wysokości ul. Zgrupowania „AK Kampinos” do skrzyżowania ulicy Marymonckiej z ul. Prozy, następnie ulicą Marymoncką, Podleśną, Gwiaździstą przecinając w poprzek Wybrzeże Gdyńskie, a następnie nurtem Wisły w kierunku północnym.

## Historia
- 1639 ufundowanie na Polkowej Górze przez króla Władysława IV eremu kamedulskiego (trzeci w I Rzeczypospolitej po krakowskich Bielanach i Wigrach)
- 1669 początek budowy nowego, murowanego kościoła, którego wyposażanie zakończyło się w XVIII w
- 1 maja 1821 – w Lesie założono Narodowe Towarzystwo Patriotyczne
- 1916 przyłączenie Bielan do Warszawy
- 1928 wmurowanie kamienia węgielnego pod budowę AWF na obszarze 73 ha
- 29 listopada 1929 inauguracja pierwszego rocznika na AWF
- 22 lipca 1950 Las Bielański otrzymał nazwę "Park Kultury na Bielanach" – powstały tu estrady, wypożyczalnie, place zabaw.
- 1973 utworzenie rezerwatu Las Bielański
- październik 1986 likwidacja Parku Kultury na Bielanach
- 3 września 1999 przyjęcie ustawy przez Sejm Rzeczypospolitej Polskiej o utworzeniu Uniwersytetu Kardynała Stefana Wyszyńskiego w Warszawie (UKSW) w miejsce istniejącej Akademii Teologii Katolickiej (ATK)

## Ważniejsze obiekty
- Zespół klasztorny Kamedułów na Bielanach
- Akademia Wychowania Fizycznego Józefa Piłsudskiego w Warszawie
- Uniwersytet Kardynała Stefana Wyszyńskiego
- Cmentarz Żołnierzy Włoskich
- Fort I Bielany
- Rezerwat Las Bielański
- Katolickie Liceum Ogólnokształcące im. bł. ks. R. Archutowskiego
- Katolickie Gimnazjum im. bł. ks. J. Popiełuszki